# Cataldo Salerno
Cataldo Salerno (Enna, 1º settembre 1951) è uno psicologo e politico italiano. È tra i fondatori dell'Università Kore di Enna, riconosciuta dal Ministero della Pubblica Istruzione nel 2005.

## Biografia
Allievo di Danilo Dolci, ha insegnato psicologia dell'educazione all'Università di Catania. È divenuto ispettore ministeriale presso il Ministero dell'istruzione, dell'università e della ricerca a 32 anni, ricoprendo ruoli di dirigente superiore e svolgendo attività di studio, anche legislativo, sia presso il ministero che in ambito comunitario.
Dal 1995 al novembre 2015 è stato presidente della Fondazione Kore e successivamente è divenuto presidente del CdA dell'Università Kore di Enna, rimanendo così alla guida dell'ateneo quasi ininterrottamente dalla fondazione.
È stato presidente della Provincia di Enna dal 2003 (elezioni del 25 e 26 maggio), raccogliendo il 59,8% dei voti in rappresentanza di una coalizione di centrosinistra, e svolgendo il mandato fino al termine della legislatura nel 2008.